# 守如子
守 如子（もり なおこ、1972年 - ）は、日本のジェンダー学者、関西大学社会学部教授。

## 経歴
子供時代は漫画を多く読んでいた。北海道札幌北高等学校を経て、北海道大学文学部を卒業後、お茶の水女子大学大学院を修了し、2005年3月に社会科学の博士号を取得した。学生時代は瀬地山角から指導を受けている。
専任講師を経験した後、2018年4月1日より関西大学社会学部社会学科メディア専攻で教授を務めている。

## 学術活動
『ユリイカ 2007年6月臨時増刊号 総特集=腐女子マンガ大系』に論文を寄稿する。2009年に発売された堀あきこの『欲望のコード マンガにみるセクシュアリティの男女差』の執筆に協力した。2010年に著書『女はポルノを読む 女性の性欲とフェミニズム』を上梓。同年9月11日にシンポジウム「やおい/BL(研究)の今を熱く語る」に出席し、やおいとBLの語られ方について論じた。

## 著書
- 『女はポルノを読む 女性の性欲とフェミニズム』青弓社、2010年2月20日。ISBN 978-4-7872-3310-3。
- 守如子、風間孝、河口和也、赤枝香奈子『教養のためのセクシュアリティ・スタディーズ』法律文化社、2018年11月29日。ISBN 978-4-5890-3970-5。
- 守如子、堀あきこ 編『BLの教科書』有斐閣、2020年7月20日。ISBN 978-4-6411-7454-2。